# Ben Matthews
Ben Matthews (Hartlepool, 21 luglio 1963) è un chitarrista, tastierista, produttore discografico e tecnico del suono britannico celebre per essere membro della band hard rock/heavy metal Thunder.

## Biografia
Nato ad Hartlepool, si trasferì giovanissimo a Londra, dove iniziò l'attività di musicista, nel 1983. Nel 1988 fu tra i fondatori della band Thunder, della quale tuttora è membro. Parallelamente, in passato, ha svolto anche l'attività di tecnico del suono, perlopiù con i Mostly Autumn e con i Tygers of Pan Tang.

## Equipaggiamento
- Gibson Les Paul Custom
- Gibson Les Paul Gold Top
- Gibson Les Paul Custom Shop Reissue
- Fender Telecaster

## Discografia

### Solista
- 2008 - Songs for Luca

### Con i Thunder
- 1990 - Back Street Symphony
- 1992 - Laughing on Judgement Day
- 1995 - Behind Closed Doors
- 1996 - The Thrill of It All
- 1999 - Giving the Game Away
- 2003 - Shooting at the Sun
- 2005 - The Magnificent Seventh
- 2008 - Bang!
- 2015 - Wonder Days
- 2017 - Rip It up
- 2019 - Please Remain Seated
- 2021 - All the Right Noises
- 2022 - Dopamine

## Collaborazioni
- 1990 - Kevin Brown - Rust
- 1991 - Mick Taylor - Too Hot for Snakes
- 2006 - Linda Lewis - Live in Hold Smoking